# Viktor Druzin
Viktor Druzin (14 giugno 2006) è un nuotatore artistico kazako.

## Palmarès

### Coppa del Mondo
- 7 podi:
  - 2 vittorie (2 nella gara individuale)
  - 3 secondi posti (1 nel duo e 2 nella gara individuale)
  - 2 terzi posti (1 nella gara individuale e 1 nel duo)

#### Coppa del mondo - vittorie
| Data          | Luogo   | Paese   | Disciplina  |
| ------------- | ------- | ------- | ----------- |
| 1 giugno 2024 | Markham | Canada  | Solo libero |
| 2 marzo 2025  | Parigi  | Francia | Solo libero |